# Zgorzel (kolonia)
Zgorzel – kolonia w Polsce położona w województwie zachodniopomorskim, w powiecie choszczeńskim, w gminie Bierzwnik. W latach 1975−1998 miejscowość administracyjnie należała do województwa gorzowskiego. W roku 2007 kolonia liczyła 6 mieszkańców. Miejscowość wchodzi w skład sołectwa Zieleniewo.

## Geografia
Kolonia leży ok. 9 km na wschód od Zieleniewa.